# Masă joviană
În astronomie, masa joviană (MJ, MJup sau M♃) este o unitate de masă folosită în mod curent pentru a exprima masa obiectelor substelare, îndeosebi a exoplanetelor, gigantelor gazoase și a piticelor cenușii. Ea reprezintă masa planetei Jupiter, care este egală cu 1,8.986×1027 kg, adică 317,83 mase terestre (MT) sau 0,0009546 mase solare (M☉).

## Masă joviană nominală
În 2015, cea de-a XXIX-a Adunare Generală a Uniunii Astronomice Internaționale a definit « masa joviană nominală », o valoare care trebuie să rămână constantă oricare ar fi îmbunătățirile ulterioare ale preciziei măsurătorilor lui MJ. Această valoare, notată cu {\displaystyle {\mathcal {M}}_{\mathrm {J} }^{\mathrm {N} }}, este în fapt definită ca produsul său prin constanta gravitațională G :
{\displaystyle ({\mathcal {GM}})_{\mathrm {J} }^{\mathrm {N} }} = 1,266,865,3×1017 m3⋅s-2
Rațiunea acestei alegeri ține de relativ slaba precizie a măsurării lui G, în comparație cu aceea a produselor de tipul GM, unde M desemnează masa unui corp ceresc oarecare. Pentru a exprima masa M a unui corp celesc, în termeni de mase joviene nominale, se divide valoarea lui GM prin aceea a {\displaystyle ({\mathcal {GM}})_{\mathrm {J} }^{\mathrm {N} }}.

## Limita planetă-stea
În mod convențional, limita dintre o planetă gigantă gazoasă și o stea pitică cenușie este fixată în jurul valorii de 13  M J, care corespunde masei minime care permite fuziunea deuteriului în centrul astrului.